# Lijst van vuurtorens op Bonaire
Deze lijst vormt een overzicht van vuurtorens op Bonaire.

## Vuurtorens
| Naam                                | Afbeelding | Bouw- jaar | Locatie en coördinaten            | Status        | Hoogte toren | NGA- nummer | Admiralty- nummer | Bereik (MN) |
| ----------------------------------- | ---------- | ---------- | --------------------------------- | ------------- | ------------ | ----------- | ----------------- | ----------- |
| Vuurtoren Willemstoren (Lacre Punt) |            | 1838       | Lacre Punt 12° 2′ NB, 68° 14′ WL  | actief        | 23 m         | 16100       | J6411             | 14          |
| Vuurtoren Boca Spelonk              |            | 1910       | 12° 13′ NB, 68° 12′ WL            | actief        | 30 m         | 16064       | J6414             | 15          |
| Vuurtoren Malmok                    |            | 1921       | Washington Slagbaai National Park | buiten dienst | 7,5 m        |             |                   |             |
| Vuurtoren Ceru Bentana              |            | 1927       | Rincon 12° 18′ NB, 68° 23′ WL     | actief        | 44 m         | 16056       | J6416             | 15          |
| Vuurtoren Punt Vierkant             |            | 1931       | Kralendijk 12° 7′ NB, 68° 18′ WL  | actief        | 9 m          | 16096       | J6409             | 5           |
| Vuurtoren van Kralendijk            |            | 1932       | Kralendijk 12° 9′ NB, 68° 17′ WL  | actief        | 10 m         | 16093       | J6408.3           | 5           |

## Lichtopstanden
| Naam                    | Afbeelding | Bouw- jaar | Locatie & coördinaten               | Status | Hoogte toren | NGA- nummer | Admiralty- nummer | Bereik (MN) |
| ----------------------- | ---------- | ---------- | ----------------------------------- | ------ | ------------ | ----------- | ----------------- | ----------- |
| Vuurtoren Punt Wekoewa  |            | 1976       | Rincon 12° 14′ NB, 68° 25′ WL       | actief | 15 m         | 16060       | J6403             | 12          |
| Vuurtoren Klein Bonaire |            | 1976       | Klein Bonaire 12° 9′ NB, 68° 20′ WL | actief | 6 m          | 16088       | J6406             |             |